# ドン・ミッチェル (俳優)
ドン・マイケル・ミッチェル（Don Michael Mitchell、1943年3月17日 - 2013年12月8日）は、アメリカ合衆国の俳優で、特にレイモンド・バーが主演したNBCのテレビ・シリーズ『鬼警部アイアンサイド』（1967年 - 1975年）に出演したことで知られる。この作品で、ミッチェルはマーク・サンガー (Mark Sanger) 役を演じ、1993年のテレビ映画『帰ってきた鬼警部アイアンサイド』でも同じ役を演じたが、この作品が彼にとって最後のテレビ出演となった。

## 出演作品
『鬼警部アイアンサイド』以外にも、『署長マクミラン』に出演したほか、CBSの昼の帯ドラマ『Capitol』でエド・ローレンス (Ed Lawrence) 役を演じた。また、『奥さまは魔女』にも、警察官役で出演した。

## 私生活
1969年から1970年にかけて、ミッチェルはモデルだったエミリー・ブレイク (Emilie Blake) と結婚しており、娘ドーン・ミッチェル (Dawn Mitchell) をもうけた。1972年、ミッチェルは女優のジュディ・ペイスと結婚した。彼らは1986年に離婚したが、ふたりの間には娘2人、CBSの昼ドラ『ザ・ヤング・アンド・ザ・レストレス』に出演した女優のジュリア・ペイス・ミッチェルと、弁護士のショーン・メシェル・ミッチェル (Shawn Meshelle Mitchell) が生まれた。

## 死
ミッチェルは、ロサンゼルスのエンシノにあった自宅で、2013年12月8日に70歳で自然死した。